# 一色絢巳
一色 絢巳（いっしき あやみ、1992年2月10日 - ）は、日本の女優、タレント。

## 来歴
愛媛県松山市出身。駒澤大学卒業。
- 2013年4月19日、虎姫一座二期生の一員「アヤミ」として活動開始。
- 2015年4月30日、虎姫一座を卒業。所属事務所をアミューズからスペースクラフトに移籍。
- 2015年11月、一色絢巳に改名し女優活動開始。

## 出演

### 一色絢巳 名義
- 釣りバカ日誌　〜新入社員　浜崎伝助〜 第5話（2015年11月20日、テレビ東京） - キャバクラ嬢
- ラストキス〜最後にキスするデート〜（2015年11月24日、TBS）
- HIGH&LOW（2015年11月、NTV）
- 舞台　しまぁ～ん共和国「犯人は吉田だっ!(仮)」（2016年5月24 日～31日）-池袋 シアターグリーン BOX in BOX
- 舞台「イヌの日」（2016年8月10 日～21日）-下北沢スズナリ劇場
- 舞台　EXTRA EXTRA -エクストラ　エキストラ-（2016年10月5日～9日）-新宿 シアターブラッツ
- 全力坂（2017年1月16日25:20～25:26、テレビ朝日）

### ナレーション
- フジテレビ昼ドラの時間帯変更告知スポット（2015年3月）

### 映画
- 恋まち物語

### 虎姫一座
- 昭和歌謡レヴュー「シャボン玉だよ!牛乳石鹸!!」（2013年4月19日-）
- 昭和歌謡レヴュー「エノケン笠置のヒットソングレビュー!!」（2013年12月4日-）
- 「東京モダンガールズ　～天海からの贈りもの～」（2014年2月9日-4月6日）
- 浅草六区ゆめまち劇場こけら落としシーズン公演『祝！こけら落とし!!虎姫一座』」　〜エノケン笠置のヒットソングレビュー〜（2014年5月10日-5月11日）
- 東京モダンガールズ〜天海からの贈りもの〜大阪公演（2014年5月31日-6月1日）
- アミューズカフェシアタープレオープン SAETORA（サエラ＆虎姫一座）　Thank you for the music～We are Dancing Queens！

プレプレ（2014年6月24日〜6月26日）　プレ（2014年7月04日-7月13日）
- アミューズカフェシアターグラウンドオープン SAETORA（サエラ＆虎姫一座）

（2014年7月19日〜8月31日）全59公演
- 虎姫一座のTHANK YOU FOR THE MUSIC　（2014年9月5日-11月26日）
- これが浅草レヴュー「虎姫一座」だ！　（2014年12月5日-）
- 2015年4月30日、虎姫一座を卒業

### その他
- 2013年　東京メトロ　定期券販売機CM
- 2013年　駒澤大学パンフレットモデル
- 2013年　きもののやまと　浴衣屋さん.com 浴衣モデル
- 2014年11月11日　卓上カレンダー
- 2014年12月1日   ファースト写真集「微熱」
- 2014年12月1日 　大型カレンダー「微熱 絢巳カレンダー2015」